# Бимодальный билингвизм
Под термином «бимодальный билингвизм» понимают владение как минимум одним словесным и как минимум одним жестовым языком (словесный и жестовый в данном случае являются именно теми «модусами», из-за которых этот тип билингвизма получил свое название). Значительная часть таких билингвов — это слышащие дети глухих людей, а также другие люди, выучившие жестовый язык по самым различным причинам. 
Как группа глухие люди обладают своим собственным жестовым языком и культурой, но так или иначе они живут в обществе, где подавляющее большинство пользуется словесным языком. Поэтому «большинство глухих людей в определенной мере билингвальны, то есть владеют также и словесным языком в той или иной его форме». В дискуссиях на тему  многоязычия в США бимодальный билингвизм часто обходили вниманием или даже рассматривали как билингвизм. Отчасти причина этого заключалась в том, что самый распространенный в Соединенных Штатах жестовый язык — ASL (American Sign Language), был признан естественным языком, только в  60-х годах XX века. Сейчас при обсуждении бимодального билингвизма в США обычно рассматривают именно владение одновременно английским и ASL. 
Бимодальные билингвы имеют много общих черт с билингвами в «традиционном» смысле (под этим термином понимается владение по крайней мере двумя словесными языками), но в то же время демонстрируют интересные различия, причины которых кроются в особенностях сообщества глухих.

## Сходства с устным билингвизмом

### Разница в языковой компетенции
Чтобы считаться билингвом, человеку не обязательно демонстрировать одинаково глубокие познания обоих языков. Языковая компетенция бимодальных билингвов, как и билингвов «устных», может широко варьироваться, и у них так же можно выделить  первый и  второй язык. 
Для глухих людей (а именно они представляют большинство бимодальных билингвов в США), уровень компетенции в ASL и английском может зависеть от различных факторов. К ним относятся: степень нарушения слуха; была ли глухота приобретена до овладения устным языком или после; стиль и язык обучения; а также то, из какой семьи — слышащих или глухих — происходит человек. Но независимо от уровня языковой компетенции в других сферах, глухой человек не в состоянии воспринимать устный английский на том же уровне, что и слышащие, поскольку лишь некоторые английские фонемы легко воспринимаются при  чтении по губам. Кроме того, многие глухие билингвы, бегло владеющие письменным английским, предпочитают не говорить на нём, так как в обществе их голоса не считаются социально приемлемыми, или же поскольку они не в состоянии отслеживать громкость и высоту своего голоса.

### Отрицание собственного билингвизма
Глухие бимодальные билингвы, как и слышащие «устные», обычно «не идентифицируют себя как билингвов». Причина может крыться в их неуверенности в том, что жестовый язык является «настоящим» и не зависит от используемых большинством устных языков, а также в том, что такие билингвы могут считать себя неспособными общаться достаточно бегло на одном из языков. Так или иначе, отрицание собственного билингвизма — это распространенный и хорошо известный феномен, наблюдаемый как среди слышащих, так и среди глухих билингвов.

### Смена языка в повседневной жизни
Бимодальные билингвы могут переключаться между устным и жестовым языками как полностью, так и частично, что зависит от ситуации общения и языковой компетенции собеседника. Например, общаясь с монолингвами, все билингвы полностью переходят на тот язык, которым владеет их партнер по коммуникации, тогда как при общении с другими билингвами они могут смешивать используемые ими языки.

### Неравный социальный статус языков
Как и в большинстве случаев устного билингвизма, бимодальный билингвизм в США подразумевает владение двумя языками с совершенно разным социальным статусом. Долгое время ASL даже не имел статуса языка, и глухим детям запрещали его учить, применяя порой такие негуманные методы, как связывание рук. Слышащим родителям советовали не позволять своим детям учить ASL, поскольку считалось, что это станет препятствием в освоении английского. И несмотря на доказательства того, что раннее знакомство глухих детей с ASL идет на пользу их способности к освоению английского, статусный разрыв между словесными и жестовыми языками вообще и английским и ASL в частности неизменно остается.

## Различия с устным билингвизмом

### Низкая общественная осведомленность о билингвальном статусе сообщества
Из-за того, что до середины XX века лингвисты не выделяли ASL как отдельный язык, билингвальному статусу сообщества глухих в США уделялось очень мало научного и общественного внимания. Глухие люди до сих пор часто «считаются монолингвами, владеющими тем же словесным языком, что и окружающее их большинство, тогда как на самом деле они являются билингвами, владеющими, кроме этого языка, также языком жестовым».

### Неполное переключение кодов: Контактный жестовый язык
Поскольку практически все члены сообщества глухих в США в определенной степени билингвальны (владеют одновременно ASL и английским), им нечасто случается контактировать с монолингвами, владеющими исключительно ASL. Поэтому обычно глухие билингвы общаются в состоянии неполного  переключения кодов (за исключением случаев общения с англоговорящими монолингвами). Результатом длительного билингвального взаимодействия стало возникновение  смешанного языка под названием контактный жестовый язык (contact sign, contact sign language).

### Отсутствие вероятности массового языкового сдвига
Языковой сдвиг происходит, когда «языковое сообщество перестает использовать свой родной язык и полностью переходит на другой». ASL, как и другие жестовые языки, несомненно находится под сильным влиянием словесного языка, распространенного на той же территории — в данном случае английского. Это находит свое выражение в таких феноменах, как «заимствованные жесты», лексикализация  дактилированных слов (для жестового языка это аналог  заимствования), а также в воздействии контактного жестового языка. 
Однако из-за физического фактора глухоты глухие люди в большинстве своем не в состоянии изучить устный язык в той же мере и говорить на нём с той же свободой, что и слышащие. Одновременно с этим они чаще всего хотят или имеют необходимость владеть английским в какой-то мере и форме, чтобы общаться с семьей и слышащим большинством. Поэтому глухие люди и сообщество глухих в целом, в отличие от большинства устных билингвальных сообществ и индивидов, вероятнее всего, «будут оставаться билингвами на протяжении всей жизни и из поколения в поколение».